# Spielberg (Steiermark)
Spielberg ist eine Stadtgemeinde im Bezirk Murtal im österreichischen Bundesland Steiermark mit 5349 Einwohnern (Stand 1. Jänner 2024). Die Gemeinde liegt im Gerichtsbezirk Judenburg.
Im Rahmen der steiermärkischen Gemeindestrukturreform wurde 2015 die Gemeinde Flatschach eingemeindet.

## Geografie
Die Gemeinde liegt nördlich der Mur, im östlichen Teil des Aichfeldes, zwischen den Städten Zeltweg und Knittelfeld. Mit dem Stadtgebiet von Knittelfeld ist ein Teil von Spielberg verwachsen. Innerhalb des Gemeindegebietes finden sich sowohl städtische als auch ländliche Prägungen.

### Gemeindegliederung
Der Name der Gemeinde Spielberg wurde mit 1. Juni 1951 geändert auf „Spielberg bei Knittelfeld“. Ab 1985 war Spielberg Marktgemeinde. Seit 1. Juli 2009 heißt die Gemeinde wieder „Spielberg“.
Seit 1. Oktober 2009 ist Spielberg eine Stadtgemeinde.
Das Gemeindegebiet umfasst folgende elf Katastralgemeinden, von denen neun Ortschaften sind (Einwohner Stand 1. Jänner 2024, Fläche Stand 31. Dezember 2023)
| Ortschaft und Katastralgem. | Einwohner       | Fläche    |
| --------------------------- | --------------- | --------- |
| Einhörn                     | 97              | 132,24 ha |
| Flatschach                  | 213             | 742,65 ha |
| Ingering I                  | 29              | 67,84 ha  |
| Laing                       | keine Ortschaft | 95,28 ha  |
| Lind                        | 213             | 326,17 ha |
| Maßweg                      | keine Ortschaft | 144,2 ha  |
| Pausendorf                  | 0               | 225,76 ha |
| Sachendorf                  | 201             | 153,76 ha |
| Schönberg                   | 5               | 514,39 ha |
| Spielberg                   | 4460            | 425,51 ha |
| Weyern                      | 121             | 141,56 ha |

Die Ortschaft Laing wurde im Jahr 2022 aufgelöst.
Die Gemeinde bildet gemeinsam mit Lobmingtal, Kobenz, Seckau, Gaal, St. Marein-Feistritz und Zeltweg den Tourismusverband „Tourismus am Spielberg“. Dessen Sitz ist am Red Bull Ring in Spielberg.

### Eingemeindungen
Im Zuge der steirischen Gemeindestrukturreform ist die Gemeinde Spielberg seit 2015 mit der Gemeinde Flatschach fusioniert.

### Nachbargemeinden
| Gaal      | Seckau                                      | Kobenz      |
| Fohnsdorf | Kompassrose, die auf Nachbargemeinden zeigt | Knittelfeld |
| Zeltweg   | Lobmingtal                                  |             |

## Geschichte
Das Gebiet der heutigen Stadtgemeinde Spielberg setzt sich aus mehreren historisch gewachsenen Gegenden zusammen, von denen die heutigen Ortsteile Ingering und Lind eine herausragende Stellung einnehmen. Ihre erste urkundliche Erwähnung fällt bereits in die Jahre zwischen 860 und 890. Sie gehören damit zu den ältesten Siedlungsgebieten der Obersteiermark.
Frühgeschichte
Wie in vielen anderen Gegenden lassen sich auch im Raum Spielberg Besiedlungsformen weit vor dem Beginn der römischen Herrschaft nachweisen. Die Geschichte erzählt, dass Kelten sich im ersten vorchristlichen Jahrtausend hier niedergelassen und angesiedelt hatten und damit zum Königreich Noricum gehörten, dessen Haupterwerbsquelle die Viehzucht bildete. Die Urbewohner des Murbodens, in dessen Zentrum Spielberg liegt, dürften über Kärnten entlang des Lavanttales über Obdach in das spätere bayrische Eichfeld gelangt sein. Ein anderer Zustrom erfolgte sicherlich von Osten über das Gaberl und das Salzstiegl.
Funde aus der Römerzeit dokumentieren das Vorhandensein einer provinzialrömischen Kunst, wie das Beispiel eines Reliefs am Wirtschaftsgebäude der Pfarre Lind beweist. Der dort abgebildete Mars Latobius ist ohne Zweifel in einem direkten Zusammenhang mit dem weltberühmten Jüngling vom Magdalensberg (Kärnten) zu sehen.
In Verbindung mit der späteren slawischen und bayrischen Besiedlung ist bis zum heutigen Tage die Frage nach der Urkirche der Obersteiermark weitgehend unbeantwortet geblieben. Unter der Bezeichnung ad Undrimas wird der Standort jener Kirche verstanden, von der aus die weitere Christianisierung erfolgte. Neben Lind scheinen auch Pöls und Fohnsdorf sowie die Friedhofskirche in Knittelfeld als mögliche Standorte auf.
Mittelalter
Sowohl aus der Zeit des Mittelalters als auch aus der Neuzeit sind zahlreiche Berichte überliefert. Spielberg taucht dabei sowohl in den literarischen Werken Ulrichs von Liechtenstein (Frauendienst) als auch in der Reimchronik des Ottokar aus der Gaal auf. Die unmittelbare Nähe von Seckau hatte zur Folge, dass neben einer starken Einflussnahme des Klosters auch enge historische Zusammenhänge zwischen beiden Gemeinden feststellbar sind.
Von der baulichen Vielfalt der vergangenen Jahrhunderte berichten die Kupferstiche des Georg Matthäus Vischer in seiner 1681 erschienenen Topographia Ducatus Stiriae. Überragende Bedeutung dabei genießt das Schloss Spielberg, das zuvor der umliegenden Herrschaft und später der heutigen Gemeinde seinen Namen gegeben hat. Mit der Geschichte dieses 1570 errichteten Gebäudes ist auch der Werdegang einer Reihe adeliger Familien verbunden, darunter die Teufenbacher, die Heinrichsperger und die Lachawitz.
Neuzeit
Seit Beginn des 19. Jahrhunderts befindet sich das Schloss in Besitz der Familie Arbesser-Rastburg. Die vor wenigen Jahrzehnten aufgefundene Verwalterkorrespondenz gehört zu den aufschlussreichsten Quellen über die ländlichen Verhältnisse der Obersteiermark vor der Mitte des 18. Jahrhunderts. Wenige Jahre nach der Verleihung eines Gemeindewappens wurde Spielberg 1985 zur Marktgemeinde und am 1. Oktober 2009 zur Stadtgemeinde erhoben.

### Ortsname
Das früheste Schriftzeugnis ist von 1141 und lautet „Spileberch“. Das althochdeutsche Morphem *spil- ist eine Entlehnung von lat. ‚speculum‘ (‚specere‘ schauen, betrachten). Der Ortsname lässt sich demnach als Wartberg übersetzen. Der Bergname wurde auf die Siedlung übertragen.

### Bevölkerungsentwicklung
laut Gebietsstand 2015

## Kultur und Sehenswürdigkeiten

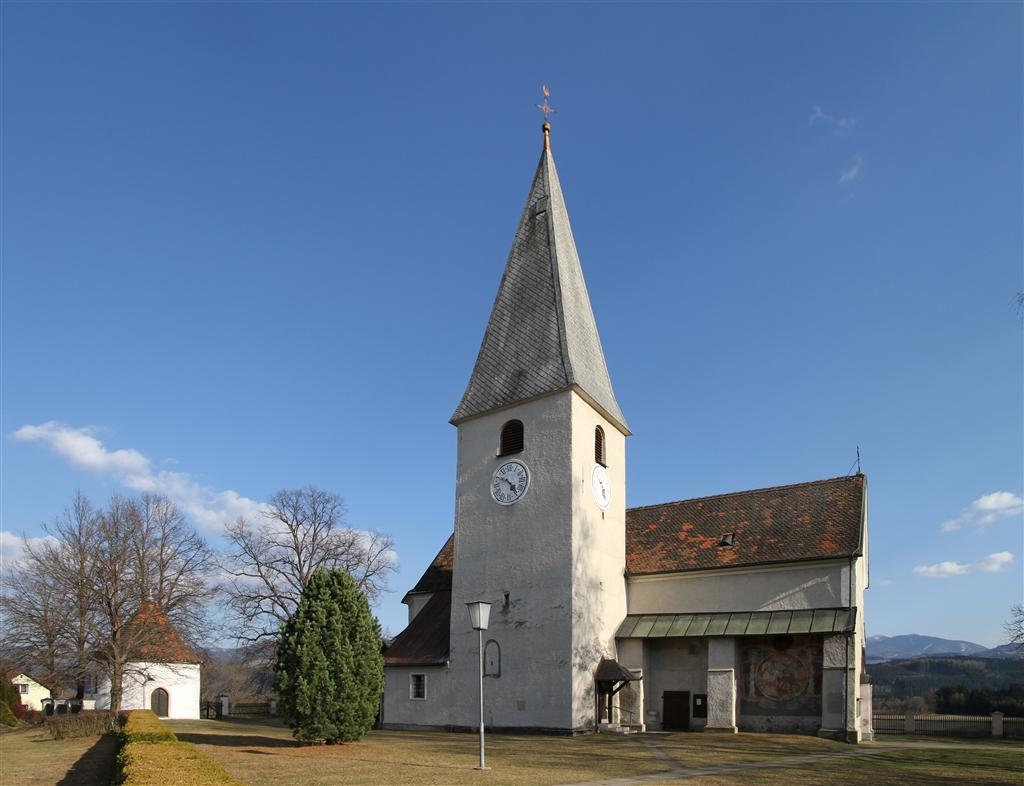
Pfarrkirche Lind-Maßweg

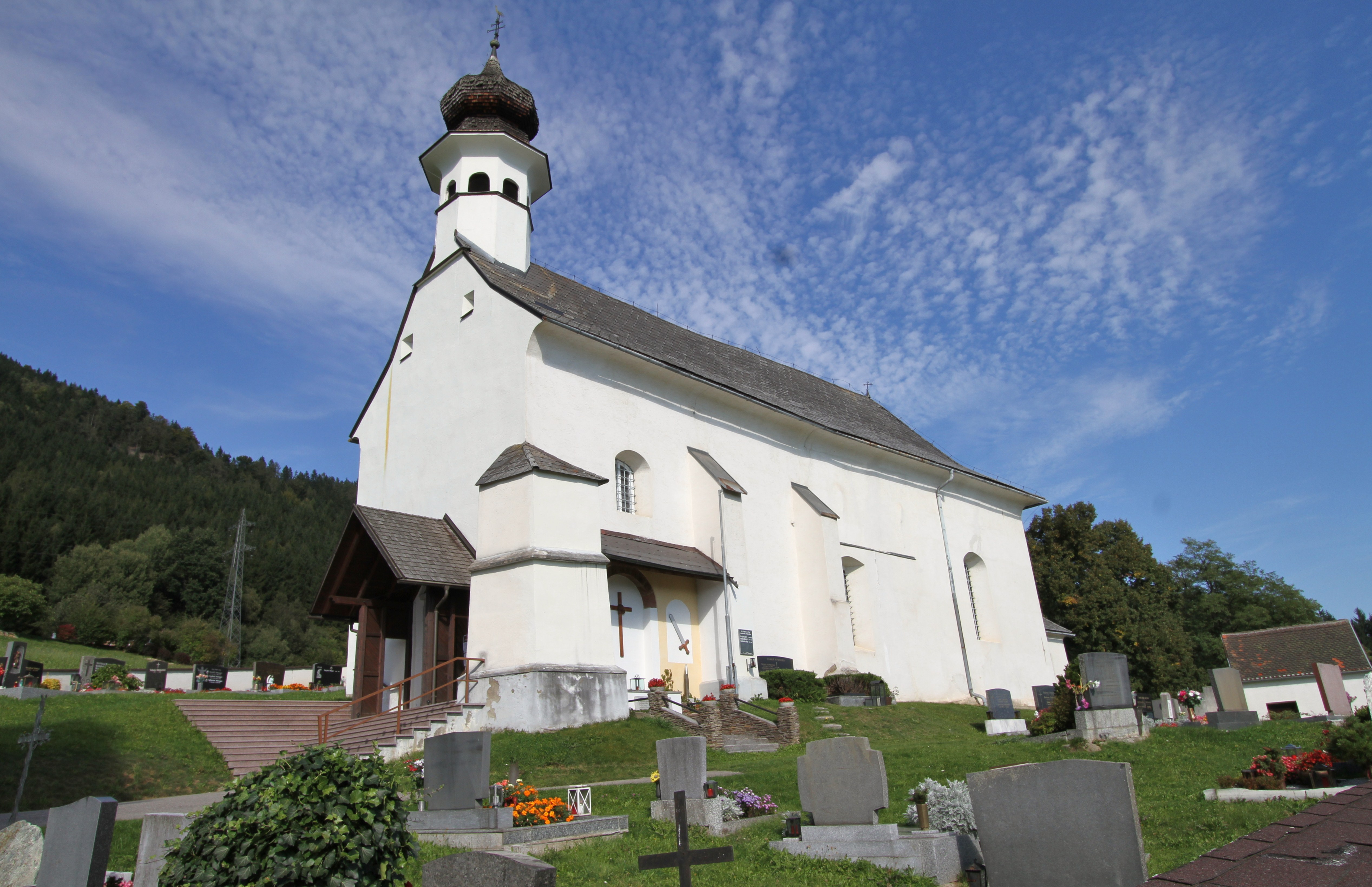
Pfarrkirche Schönberg ob Knittelfeld

- Katholische Pfarrkirche Lind-Maßweg hl. Martin
- Katholische Pfarrkirche Schönberg ob Knittelfeld hl. Stephan

## Wirtschaft und Infrastruktur

### Unternehmen
Seit dem Jahr 1995/96 befindet sich in Spielberg ein Einkaufs-, Kultur- und Wirtschaftszentrum.
Die ATB Spielberg GmbH (ATB Motorenwerke GmbH, ursprünglich: Antriebstechnik Bauknecht), Teil der international tätigen ATB AG, produzierte seit 1974 in Spielberg Motoren für Haushalts- und Gartengeräte und beschäftigte am ATB-Hauptstandort Spielberg über 1.500 Mitarbeiter. 2020 wurde das Unternehmen mit damals noch 400 Mitarbeitern insolvent. Ab 2021 arbeiten hier nur mehr 40 Mitarbeiter des Bereichs Forschung & Entwicklung. Die Idee eines geplanten Gewerbeparks konnte bisher noch nicht umgesetzt werden.
Im Gemeindegebiet von Spielberg liegt der Österreichring, auf welchem von 1970 bis 1987 und von 1997 bis 2003 der Große Preis von Österreich in der Formel-1-Weltmeisterschaft ausgetragen wurde. Diese Veranstaltung stellte einen wichtigen Wirtschaftsfaktor für die Gemeinde und die Region dar. Nachdem der Ring bereits abgerissen worden war, wurde im April 2008 bekannt, dass der österreichische Getränkehersteller Red Bull die Strecke wieder neu aufbauen möchte. Der Ring wurde modernisiert, wobei die Streckenführung gleich blieb. Die Rennstrecke bekam den Namen Red Bull Ring. Am 15. Mai 2011 wurde der Ring offiziell mit einem Tag der offenen Tür eröffnet. Die erste Großveranstaltung am neuen Ring fand am 5. Juli 2011 mit einem Rennen der DTM statt. Im Juni 2014 kehrte die Formel 1 nach Spielberg zurück.
Durch die Rückkehr der Formel 1 und der zahlreichen Großveranstaltungen wie zum Beispiel MotoGP hat auch der Tourismus in der Region an Bedeutung gewonnen. Es gibt zahlreiche Eventcampingplätze rund um die Rennstrecke an Rennwochenenden, aber auch zahlreiche Hausbesitzer haben begonnen, auszubauen und Zimmer dazuzubauen, um der ansteigenden Nachfrage gerecht zu werden.
Seit 2021 ist der Tourismusverband Murtal, der alle Gemeinden des Murtals umfasst, zuständiger Tourismusverband. Dessen Zentrale befindet sich am Red Bull Ring.

### Verkehr
Der Bahnhaltepunkt der Rudolfsbahn liegt am südlichen Ende des Ortes Pausendorf.

## Politik
Der Gemeinderat hat 25 Mitglieder.

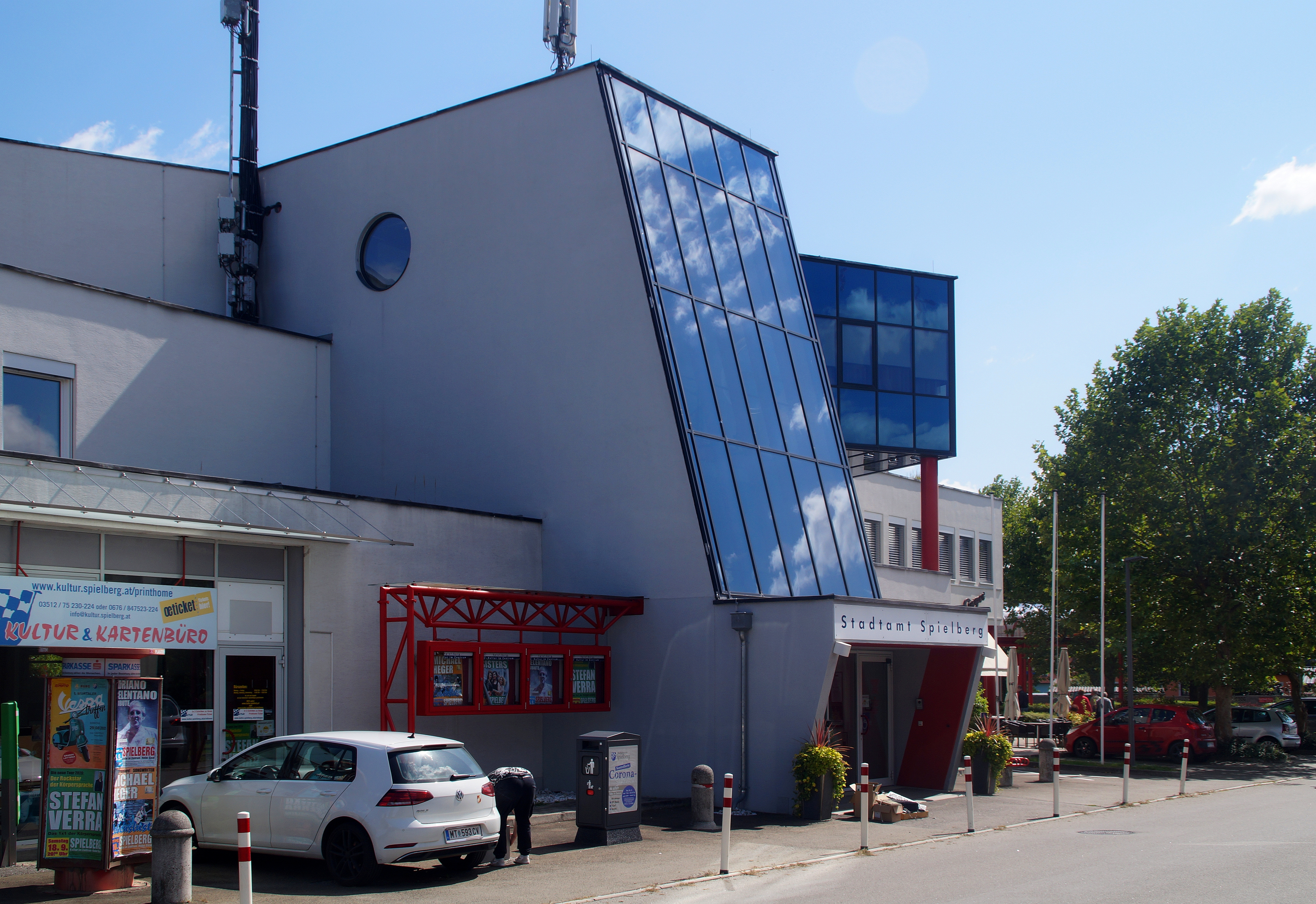
Stadtamt Spielberg

- Mit den Gemeinderatswahlen in der Steiermark 2015 hatte der Gemeinderat folgende Verteilung: 15 SPÖ, 4 ÖVP, 4 FPÖ und 2 KPÖ.[11]
- Mit den Gemeinderatswahlen in der Steiermark 2020 hatte der Gemeinderat folgende Verteilung: 16 SPÖ, 6 ÖVP, 2 KPÖ und 1 FPÖ.[12]
- Mit den Gemeinderatswahlen in der Steiermark 2025 hat der Gemeinderat folgende Verteilung: 13 SPÖ, 5 ÖVP, 5 FPÖ, 1 KPÖ und 1 Wir Spielberger.[13]

Die dominierende Stellung der SPÖ in der Gemeinde besteht erst seit den 1960er Jahren, als aus der einstigen Landgemeinde durch die Erschließung neuer Industriebetriebe, allen voran der Austria Antriebstechnik AG (ATB), viele Arbeiter in den Ort gezogen sind.
Bei der Gemeinderatswahl 2010 musste die SPÖ jedoch Verluste (−7,65 %) hinnehmen während die ÖVP unter ihrem neuen zweiten Vizebürgermeister Bernd Liebminger 7,15 % zulegen konnte und damit ihre Mandate von drei auf sechs verdoppelte. Auch die FPÖ konnte ihr Mandat von einem auf zwei verdoppeln. Zum ersten Mal ist nach der Wahl 2010 die KPÖ mit einem Mandat (Erich Wilding) im Gemeinderat vertreten, während hingegen die Grünen aus dem Gemeinderat ausschieden.

### Bürgermeister
- bis 2013 Kurt Binderbauer (SPÖ)
- seit 2013 Manfred Lenger (SPÖ)

### Wappen und Flagge
Die Verleihung des Gemeindewappens erfolgte mit Wirkung vom 1. August 1978.

Blasonierung (Wappenbeschreibung):
„Im goldenen Schild ein aus dem Schildfuß vorne zum hinteren Schildrand aufsteigender blauer Dreiberg, darüber von Gold und Blau in vier Reihen mit zehn (4:3:2:1) Plätzen geschacht.“
Die zehn vollständigen Schachbrettfelder stehen für die zehn Katastralgemeinden der Gemeinde sowie für den Teil Spiel- des Gemeindenamens. Der Dreiberg steht für den Teil -berg. Das Wappen symbolisiert also den Ortsnamen.
Wegen der Gemeindezusammenlegung verlor das Wappen mit 1. Jänner 2015 seine offizielle Gültigkeit. Die Wiederverleihung erfolgte mit Wirkung vom 1. September 2015.
Die Stadtflagge hat zwei Streifen in den Farben Blau-Gelb mit dem Wappen.